# Raymond Mays
Raymond Mays (ur. 1 sierpnia 1899 roku w Bourne, zm. 6 stycznia 1980 roku w Bourne) – brytyjski kierowca wyścigowy.

## Kariera
W wyścigach samochodowych Mays poświęcił się startom w wyścigach Grand Prix. W 1935 roku był klasyfikowany w Mistrzostwach Europy AIACR. Z dorobkiem 37 punktów został wówczas sklasyfikowany na 27 miejscu w końcowej klasyfikacji kierowców. W 1939 uplasował się na trzydziestej pozycji. W sezonie 1937 odniósł zwycięstwo w wyścigu British Empire Trophy.
Brytyjczyk został zgłoszony do wyścigu inaugurującego Mistrzostwa Formuły 1. Ostatecznie został jednak wycofany z Grand Prix Wielkiej Brytanii 1950.
W swojej karierze startował także w wyścigach górskich. Zdobył dwa tytuły w Mistrzostwach Wielkiej Brytanii - w 1947 i 1948 roku.